# Painel do Edifício Nações Unidas

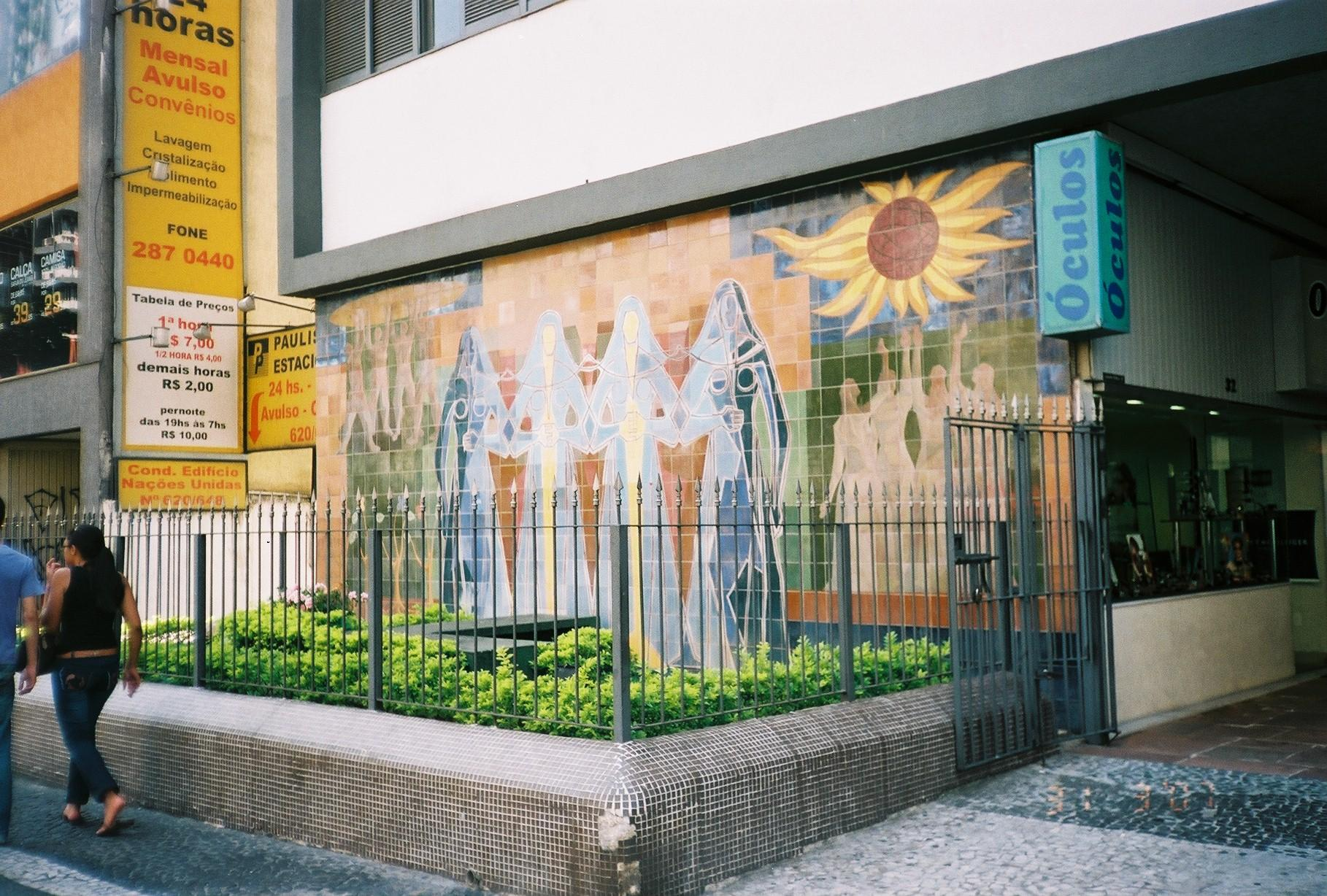
Painel do Edifício Nações Unidas

O Painel do Edifício Nações Unidas, localizado na avenida Paulista, número 648, esquina com a avenida Brigadeiro Luís Antônio, em São Paulo, foi criado por Clóvis Graciano, com cerâmicas quadradas, em 1959.
Houve a restauração dos azulejos "Alabarda" de Clóvis Graciano pelo artista plástico Leonardo Dellafuente em 2015.